# Багандов, Газимбег Курбанович
Багандов Газимбег (Газим-Бег) Курбанович (1941—1994) — даргинский писатель и поэт.

## Биография
Газимбег Багандов родился в селе Мекеги (ныне Левашинский район Дагестана) в 1941 году. По национальности — даргинец.
Высшее образование получил в Литературном институте им. А. М. Горького.
Перу Багандова принадлежат поэтические сборники «И я горец», «Моя сельская голубка», «Джейран», «Пуля», «Гость», «Спасибо», «Подарок», вышедшие в 1966—1979 годах.
В 1980—1990 годы он обратился к художественной прозе, в которой стремился показать отрицательные явления жизни. Крупнейшим произведением Багандова стал роман «Последнее поколение», темой которого явилась деградация управленческого аппарата. В 1992 году вышла его книга «Путешествие. Стихи и поэма».
Багандов является автором ряда произведений для детей.